# 周同惠
周同惠（1924年11月8日—2020年2月23日），男，籍贯广西桂林，生于北京，中国分析化学家，中国医学科学院药物研究所研究员，国家药物及代谢产物分析研究中心主任。曾參與籌建中國興奮劑檢測中心，並親任主任一職。

## 生平
1944年毕业于国立北京大学化学系。1952年获美国西雅图华盛顿大学博士学位。
1991年当选为中国科学院学部委员（院士）。1992年獲國家科技進步獎一等獎。
2020年2月23日病逝，享壽95歲。